# CJ씨푸드
CJ씨푸드 주식회사(영어: CJ Seafood)는 CJ제일제당의 수산식품 가공 자회사이다.

## 같이 보기
- 김 (음식)